# やってこ!久野柿次郎
『やってこ！久野柿次郎』（やってこ！くのかきじろう）は、信越放送（SBCラジオ）で2019年10月21日から2020年9月28日まで月曜日の夜に放送されていた番組である。

## 概要
「信州のわからないを増やしていこう」「地元を面白がっていこう」をキャッチフレーズに展開していくバラエティ番組。
パーソナリティは信州で生まれ育った人SBCアナウンサーの久野大地と信州に移住してきた人『ジモコロ』編集長徳谷柿次郎の2人。

## 出演者
- 久野大地（SBCアナウンサー）
- 徳谷柿次郎（『ジモコロ』編集長）

## コーナー
聞いてこ！
20 - 30代の若い経営者、これから会社を興したい人、3 - 5年目の起業家などをゲストに招いて、ズバッとあれこれ聞いてこ！ 起業の苦労、フトコロ事情、3年目の乗り越え方、事業の長生きってどうやればいいの？わからないから…聞いてこ！
語ってこ！
社長、編集者、ライター、温泉好きという顔を持つ“全国４７都道府県を編集する男”徳谷柿次郎が存分に、今気になること、ジモトの…地域活性化のヒントを語ってこ！
教えて！○○くん
“柿次郎のゆかいな仲間たち”をスタジオに迎えて、長野県内のエモい情報やネタをプレゼン！一緒に楽しんでこ！
やってこ人生相談
キャラかぶりという面で一切心配がなさそうな２人に小さなことから大きなことまで、どうでもよさそうなことから深刻な悩みまで！なんでも相談してこ！
ざ・絶飯（ぜつめし）
書籍の世界では手に入らなくなった本は「絶版本」。「もう食べられなくなったあの食堂のメシ」や「絶やしてしまうのは惜しすぎるグルメ」、それこそが「絶飯（ぜつめし）」。 あなたの絶飯、募集中！ 後継者はいるのか？ “秘伝のレシピ”を残せないか？あの食堂の絶飯おしえて！
日常
日常に突如訪れた違和感、気になるもの、例えば変な看板といった普段気づかない日常を拾い集めて楽しむコーナー。 私の日常は誰かの違和感かもしれない…
発掘！変レコ
SBCレコード室にあるよく分からないレコードから厳選された3枚を気まぐれで発掘。ジャケットなどのイメージと内容とのギャップを楽しんでこ！

## 放送時間
- 毎月第3月曜日 19:00 - 20:00（2019年10月21日 - 2019年12月16日）
- 毎週月曜日 19:00 - 20:00（2020年1月6日 - 2020年3月30日）
- 毎週月曜日 19:00 - 20:15（2020年4月6日 - 2020年9月21日）
- 月曜日 19:00－20:40（2020年9月28日）

## 放送回
| 2019年 毎月第3月曜日 19:00 - 20:00 | 2019年 毎月第3月曜日 19:00 - 20:00 | 2019年 毎月第3月曜日 19:00 - 20:00   | 2019年 毎月第3月曜日 19:00 - 20:00 |
| 回                                 | 月日                               | ゲスト                               | テーマ                             |
| ---------------------------------- | ---------------------------------- | ------------------------------------ | ---------------------------------- |
| 第1回                              | 10月21日                           | 藤原くん                             | 番組紹介と令和元年東日本台風の影響 |
| 第2回                              | 11月18日                           | 藤原くん OND WORK SHOP 木村真也さん  |                                    |
| 第3回                              | 12月16日                           | 編集者兼フォトグラファー小林直博さん |                                    |

| 2020年 毎週月曜日 19:00 - 20:00 | 2020年 毎週月曜日 19:00 - 20:00 | 2020年 毎週月曜日 19:00 - 20:00                                                                    | 2020年 毎週月曜日 19:00 - 20:00 |
| 回                              | 月日                            | ゲスト                                                                                             | テーマ                          |
| ------------------------------- | ------------------------------- | -------------------------------------------------------------------------------------------------- | ------------------------------- |
| 第4回                           | 1月6日                          | |                                 |
| 第5回                           | 1月13日                         | The Sauna支配人 野田クラクションべべーさん                                                         |                                 |
| 第6回                           | 1月20日                         | シソーラス株式会社「ハニーみのり」さん                                                             |                                 |
| 第7回                           | 1月27日                         | 富士見 森のオフィス「Route Design」代表 津田賀央さん                                               | 2拠点生活 お〇ん〇ん祭り        |
| 第8回                           | 2月3日                          | 藤原くん もう中学生さん                                                                            | 鬼ともう中とレモンラーメン      |
| 第9回                           | 2月10日                         | 宮崎県日南市マーケティング専門官 田鹿倫基さん                                                      | 企業誘致と商店街活性化          |
| 第10回                          | 2月17日                         | Bar Straw発起人 今井雄紀さん                                                                       | 飯山の雪とお米の話              |
| 第11回                          | 2月24日                         | | 私の履歴書                      |
| 第12回                          | 3月2日                          | 藤原くん                                                                                           | 柿次郎流幹事術 藤原くん流店選び |
| 第13回                          | 3月9日                          | | 東日本大震災を考える            |
| 第14回                          | 3月16日                         | The Sauna支配人 野田クラクションべべーさん                                                         | サウナ 移住と結婚離婚           |
| 第15回                          | 3月23日                         | カフェamijokオーナー 小島剛さん アウトドアセレクトショップ ナチュラルアンカーズオーナー 戸谷悠さん | 経営の壁 地域通貨と経済         |
| 第16回                          | 3月30日                         | (株)CREEKS代表取締役 古後理栄さん                                                                  | コロナの影響について            |

| 2020年 毎週月曜日 19:00 - 20:15 | 2020年 毎週月曜日 19:00 - 20:15 | 2020年 毎週月曜日 19:00 - 20:15                                            | 2020年 毎週月曜日 19:00 - 20:15 |
| 回                              | 月日                            | ゲスト                                                                     | テーマ                          |
| ------------------------------- | ------------------------------- | -------------------------------------------------------------------------- | ------------------------------- |
| 第17回                          | 4月6日                          | 藤原くん                                                                   | 味噌                            |
| 第18回                          | 4月13日                         | 松本市ゲストハウスタビシロ 小沢清和さん                                    | 畑                              |
| 第19回                          | 4月20日                         | 上田市VAKUE BOOKS 飯田光平さん ※リモート出演                               | 本                              |
| 第20回                          | 4月27日                         |                                                                            | ミュージックフェス              |
| 第21回                          | 5月4日                          | 藤原くん                                                                   | やってこ！映画館                |
| 第22回                          | 5月11日                         |                                                                            | 野菜 SNSと正義                  |
| 第23回                          | 5月18日                         |                                                                            | 種と苗の話                      |
| 第24回                          | 5月25日                         |                                                                            | 柿次郎氏のインターネット講座    |
| 第25回                          | 6月1日                          | 藤原くん                                                                   | こ・れ・か・ら                  |
| 第26回                          | 6月8日                          | 藤原くん ※柿次郎さんはリモート出演                                         | ダイッチーナイト第一幕          |
| 第27回                          | 6月15日                         | 藤原くん ※柿次郎さんはリモート出演                                         | ダイッチーナイト第二幕          |
| 第28回                          | 6月22日                         |                                                                            | 久野柿次郎復活祭                |
| 第29回                          | 6月29日                         | 動画編集者 キョウノオウタさん シンカイ ナカノヒトミさん                    | 話してこ！SP                    |
| 第30回                          | 7月6日                          | 藤原くん よってこ！飲み次郎！ 美斉津千夏リポーター                         | 本音と建前                      |
| 第31回                          | 7月13日                         |                                                                            | 好きと嫌い                      |
| 第32回                          | 7月20日                         |                                                                            | いる・いらない                  |
| 第33回                          | 7月27日                         |                                                                            | 泣ける                          |
| 第34回                          | 8月3日                          | よってこ！飲み次郎！ 山本道代リポーター                                    | サマーミュージックフェス        |
| 第35回                          | 8月10日                         | 藤原くん                                                                   | 夏休み                          |
| 第36回                          | 8月17日                         |                                                                            | ダイッチーのバースデーナイト    |
| 第37回                          | 8月24日                         | 藤原くん よってこ！飲み次郎！ 山本道代リポーター ※柿次郎さんはリモート出演 | やってこ！ふじわらくん          |
| 第38回                          | 8月31日                         |                                                                            |                                 |
| 第39回                          | 9月7日                          | 藤原くん                                                                   |                                 |
| 第40回                          | 9月14日                         | トラックメーカー 観音クリエイションさん                                    | 徳谷柿次郎生誕祭                |
| 第41回                          | 9月21日                         | 藤原くん ※柿次郎さん急病のためお休み                                       |                                 |

| 2020年9月28日 19:00‐20:40 | 2020年9月28日 19:00‐20:40 | 2020年9月28日 19:00‐20:40 | 2020年9月28日 19:00‐20:40         |
| 回                        | 月日                      | ゲスト                    | テーマ                            |
| ------------------------- | ------------------------- | ------------------------- | --------------------------------- |
| 第42回                    | 9月28日                   | 藤原くん                  | 1時間40分生放送スペシャル＆最終回 |